# Halvsøster
 Der er for få eller ingen kildehenvisninger i denne artikel, hvilket er et problem. Du kan hjælpe ved at angive troværdige kilder til de påstande, som fremføres i artiklen.

En halvsøster er din ene forælders datter med en anden person end din anden forælder. 
Eksempel: Hvis din mor og far er gået fra hinanden, og den ene part møder en ny partner, som vedkommende får en datter med, vil denne datter være din halvsøster.
H.C. Andersen havde en halvsøster, Karen Marie Andersen. Deres mor fik - inden H. C. Andersens fødsel - Karen Marie Andersen med en anden mand end H.C. Andersens far.